# Călărețul fără cap (roman)
Călărețul fără cap (în engleză Headless Horseman) este un roman scris de Thomas Mayne Reid și publicat în 1866. Inițial a fost publicat în foileton între 1865 și 1866. EL a atribuit ideea Călărețului fără cap unei basm popular din sudul Texasului.

## Rezumat
Un plantator în vârstă de 50 de ani din sud ce trăise pe Mississippi  este nevoit să se mute din cauza datoriilor într-o casă numită Casa del Corvo de lângă râul Leona. Pe acest plantator îl chema Woodly Pointdexter. Era un american cu origini franceze. Avea doi copii: Henry Poitdexter( în vârstă de 20 de ani) și Louise Pointdexter. Ei aveau un văr pe nume Căpitanul Casey Callhown(în vârstă de 27 de ani). La el avea datorii plantatorul. 
Casey era îndrăgostit de Louise, dar ea îl ura.
Ei se rătăcesc pe drumul spre Casa del Corvo, dar din fericire apare un mustanger irlandez (vânător de mustangi, cai sălbatici) îmbrăcat cu un serape viu colorat și un sombrero negru numit Maurice Gerald care îi ghidează. Louise se îndrăgostește de el. Casey își dă seama și vrea să îl ucidă. 
În primul rând, îl provoacă la duel în cârciuma unui german numit moș Doofler, cu pistoale Colt 2 cu șase gloanțe. Mustangerul câștigă, dar este rănit. El va trebui să stea în hotelul cârciumei și va fi îngrijit de fratele său de lapte, Phelim O'Neill. Dar în timp ce stătea la hotel a primit trei coșuri cu bunătăți de la un anonim. În ultimul coș a descoperit o scrisoare. Coșurile erau de la o mexicană numită Isidora. 
În al doilea rând, îi dă 500 de dolari unui mexican numit Miguel Diaz, ca să îl ucidă pe mustanger. Mexicanul îl ura și el pe vânătorul de cai pentru că o iubea pe Isidora, dar ea îl iubea pe mustanger. 
Într-o noapte Maurice se întâlnește cu Louise pentru a își spune jurăminte de iubire unul altuia, dar Casey îi vede și îl trezește pe Henry spunându-i că mustangerul o necinstește pe Louise și îi dă pistolul și pumnalul său ca să îl ucidă pe Maurice.
Când se duce la cei doi Louise îi ia apărarea mustangerului, care între timp fuge. Părându-i rău, Henry vrea să își ceară scuze. Îi dă armele lui Casey și se duce călare pe calul său după Maurice.
Îl ajunge din urmă într-o pădure. Fumează împreună și își schimbă hainele între ei ca semn de împăcare. Henry se duce înapoi la el acasă, iar Maurice se culcă sub un copac.
Dar Casey îi urmărește și vede ieșind din pădure un călăreț ce poartă hainele mustangerului.
Din greșeală, crezând că este mustangerul, îl ucide pe Henry (îl împușcă și îi taie capul). Dimineață,
Maurice Gerald văzând mortul, îi prinde trupul de șeaua calului și îi prinde capul de coapsă. Calul se plimbă prin prerie cu cadavrul în spate și îi sperie pe locuitorii fortului Indge. De aici vine și titlul cărții.
Casey face tot posibilul ca Maurice să pară vinovat de crimă. Dar într-un final, cu ajutorul unui prieten de al mustangerului, numit Zeb Stump, i se descoperă fapta(gloanțele lui Casey aveau inițialele sale ,,C.C.C."). În fața judecătorului, Casey scoate pistolul și îl împușcă pe Maurice, după aceea pe sine. Din fericire Maurice purta un colier primit de la Louise ce l-a protejat de glonț și nu a murit. Louise se căsătorește cu el și au șase copii, iar Woodly scapă de datorii.
De asemenea Miguel Diaz o ucide pe Isidora.

## Personaje
- Woodly Pointdexter
- Henry Pointdexter
- Louise Pointdexter
- Casey Callhown
- Maurice Gerald
- Zeb Stump
- Miguel Diaz
- Isidora
- Phelim O'Neill

## Timpul și spațiul acțiunii
Acțiunea are loc între anii 1850 și 1859 în sud-vestul Texasului, Fortul Inge, râuri:Leona, Alamo, Rio de Nueces

## Ediții în limba română
- Călărețul fără cap, Mayne Reid, Editura Tineretului 1961, 461 pag.
- Călărețul fără cap, Mayne Reid, editura Albatros, ediția a II-a, publicat în 1971

## Ecranizări
- Călărețul fără cap (1973), un film de aventuri coproducție sovieto-cubaneză, realizat în 1973 de regizorul Vladimir Vainștok[6]